# Долице (гмина)
Долице (пол. Dolice) — сельская гмина (волость) в Польше, входит как административная единица в Старгардский повет, Западно-Поморское воеводство. Население — 8196 человек (на 2005 год).